# Traktat feski
     Kolonie hiszpańskie (Sahara Hiszpańska i Ifni)
     Protektoraty hiszpańskie w Maroku
     Kolonie francuskie (Algieria i Francuska Afryka Zachodnia)
     Protektorat francuski w Maroku
     Strefa międzynarodowa w Tangerze

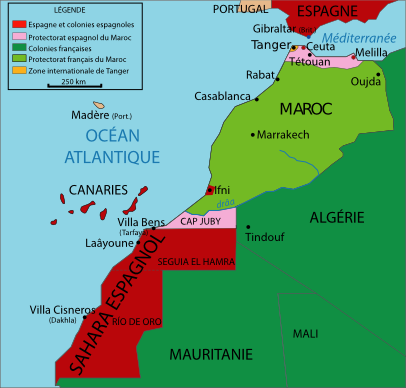
Podział stref wpływów w Maroku zgodnie z traktatem feskim
Kolonie hiszpańskie (Sahara Hiszpańska i Ifni)
Protektoraty hiszpańskie w Maroku
Kolonie francuskie (Algieria i Francuska Afryka Zachodnia)
Protektorat francuski w Maroku
Strefa międzynarodowa w Tangerze

Traktat feski (arab. معاهدة فاس) – traktat międzynarodowy podpisany 30 marca 1912 w Fezie.
Zgodnie z Traktatem sułtan Maroka, Mulaj Abd al-Hafiz zrzekał się na rzecz Francji suwerenności swojego kraju, czyli zgadzał się na ustanowienie francuskiego protektoratu. Francuzi przejęli ministerstwa spraw zagranicznych, wewnętrznych, armii i finansów.
Traktat został przez marokańskich nacjonalistów uznany za zdradę i stał się przyczyną wojny rifskiej i powstania Republiki Rifu.

## Tło podpisania traktatu

### Kryzys francusko-niemiecki
Kamerun Niemiecki
     Tereny przekazane Francji przez Niemcy
     Tereny okupowane przez Brytyjczyków od 1916, obecnie część Kamerunu
     Tereny okupowane przez Brytyjczyków od 1916, obecnie część Nigerii
     Tereny przekazane Niemcom przez Francję

Środkowa Afryka
Kamerun Niemiecki
Tereny przekazane Francji przez Niemcy
Tereny okupowane przez Brytyjczyków od 1916, obecnie część Kamerunu
Tereny okupowane przez Brytyjczyków od 1916, obecnie część Nigerii
Tereny przekazane Niemcom przez Francję

Traktat był efektem uzgodnień pomiędzy Wielką Brytanią, Włochami i Francją z 8 kwietnia 1904, które dzieliły Maghreb na strefy wpływów, z Marokiem pod zwierzchnictwem francuskim. Porozumienia tego nie uznały Niemcy, które także rościły sobie pretensje do władzy nad Marokiem.
W 1911 roku w Maroku wybuchła wojna domowa. Pod pretekstem ochrony europejskiej ludności w Fezie 4 maja 1911 roku oddziały francuskie zajęły to miasto. W ramach prezentacji siły Rzesza wysłała do Maroka niewielką flotę. Niemcy zażądały od Francji rekompensaty za zrzeczenie się tego kraju. Negocjacje rozpoczęto 9 lipca, a 4 listopada zawarte zostało porozumienie.

### Sprawa Kamerunu
Rzesza Niemiecka uznała francuskie i hiszpańskie posiadłości w Maroku w zamian za poszerzenie Kamerunu Niemieckiego kosztem części terytoriów Francuskiej Afryki Równikowej w regionie rzeki Kongo. Tereny te, nazywane Neukamerun, nie stały się odrębną kolonią, ale weszły w skład Kamerunu Niemieckiego. Obecnie zaś, na skutek zmiany granic w czasie I wojny światowej, tereny te wchodzą w skład Republiki Konga. Ponadto w ramach traktatu Niemcy zrzekły się na rzecz Francji północno-wschodniego skrawka Kamerunu, który obecnie należy do Czadu.

### Strona hiszpańska
Hiszpania uznała protektorat Francji nad Marokiem pod warunkiem uzyskania terenów w północnym Maroku, nad Morzem Alborańskim (Maroko Hiszpańskie), a także rejonu Ifni na atlantyckim wybrzeżu Maroka oraz terytorium saharyjskiego na południe od Tarfai do granicy z francuską Mauretanią. Obecnie ten region nosi nazwę Sahary Zachodniej.